# 阪堺電車177号の追憶
『阪堺電車177号の追憶』（はんかいでんしゃ177ごうのついおく）は、山本巧次による日本の連作短編小説集。早川書房より2017年に書き下ろしで文庫本が刊行されている。
2020年にラジオドラマ化された。

## 概要

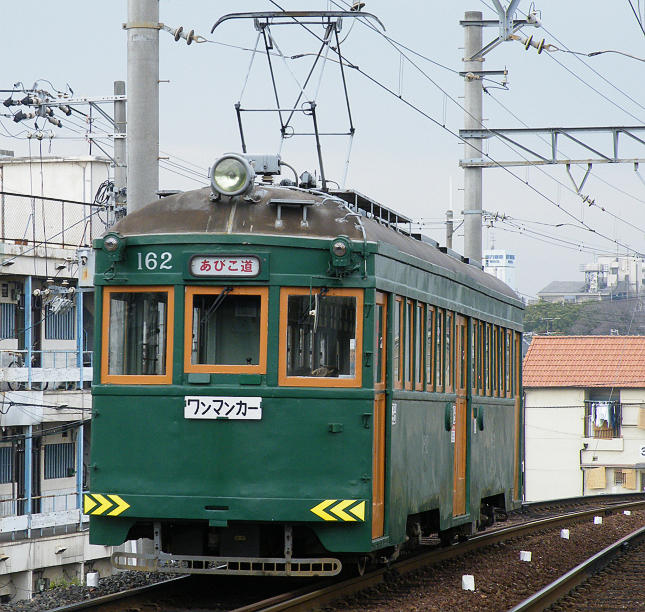
阪堺電気軌道 モ161形（162号）。神ノ木駅にて撮影（2008年）。

本作は、大阪市南部と堺市を結ぶ路面電車・阪堺電気軌道、通称「阪堺電車」のなかでも現役最古の「モ161形177号」をモチーフとして、その初運行の年である1933年（昭和8年）から廃車される2017年（平成29年）までの85年間の出来事を、戦前、戦中、戦後、高度経済成長期、バブル崩壊前後、現代の、阪堺電車に関わる各時代の登場人物の視点によって描かれる連作短編集である。各話の冒頭には「177号」を1人称とした各時代の追想が綴られている。
本作は、2018年第6回大阪ほんま本大賞を受賞、ならびに2019年第15回酒飲み書店員大賞を受賞している。

## 各話あらすじ

### プロローグ - 平成二十九年三月 -
2017年（平成29年）3月、既に定期運用から外されて1か月も我孫子道停留場の車庫から出ていないモ161形177号の傍で阪堺電気軌道の社長と2人の常務の会話から、177号は近々廃車されるのを悟る。85年の長きに渡り現役で過ごした電車はモ161形の他になく、それを誇らしく思いこそすれ、残念な気持ちはない。そして177号は、これまで走って来た各時代を振り返る。

### 第一章 二階の手拭い - 昭和八年四月 -
1933年（昭和8年）4月のある日、阪堺電車の車掌である辻原和郎は、最新車輛の177号勤務で上機嫌だった。試運転と最初の営業運転でもハンドルを持ったベテラン運転士の井ノ口も177号は体にしっくり馴染むいい車で、さらにその初運転のときに初めて電車に乗る生まれたての赤ん坊を乗せた縁起のいい車だと言う。そして乗車した辻原は、塚西を発車してすぐ、ふと左側の家並みに目をやると、老舗の質家の二階の欄干に白い手拭いを干してあるのに気が付く。そしてそれから毎日、質屋の二階に白手拭いが干されていたが、7日めに白手拭いが掛かっていたのがいつの間にか青い筋の入った手拭いに変わっていた。欄干越しに質屋の奥さんらしき30歳過ぎの色気のある婦人の顔が見え、裏口からは今しがた電車を降りた25歳ぐらいの二枚目の男が入っていった。辻原はそれを見て、手拭いは密会の合図に違いないと思った。
それからも質屋の二階には白手拭いが干され続き、2度ばかり青い柄物の手拭いに変わっているのを見た辻原は、浮気の合図かと思ってにやりとしたりした。ところが、半月ほど経ったある日、二階に掛かっていたのは真っ赤な手拭いだった。

### 第二章 防空壕に入らない女 - 昭和二十年六月 -
1945年（昭和20年）6月のある日、学徒動員で阪堺電車の運転士となった女学生の井ノ口雛子は、177号を運転している最中に北畠で空襲警報のサイレンが聞こえたため、緊急停止して乗客を防空壕へ誘導した。ところが一人の女性が防空壕に入るのを拒否して駆け出して行ってしまったため、雛子は女性の後を追い、寺の裏手にある墓地の奥の土塀まで連れて行った。女性は北田信子と名乗り、子供のときに幸男という近所の男の子と横穴で遊んでいて土砂崩れに遭い、幸男を置き去りにして逃げたことが原因で、それ以来穴に入ることができなくなり、百貨店の地下へ下りるのも勇気がいるのだと言う。そして幸男がどうなったのかは知らないと言う。
数日後、幸男がどうなったのか気になって、信子が子供の頃住んでいた町を訪れた雛子は、信子のことを知っている中年女性に話を聞くと、幸男は自力で横穴から脱出して無事だったと言う。そして幸男は翌日、親戚の家に養子に出て行ったが、信子は見送りに出てこなかったと言う。それを聞いた雛子は、土砂崩れの恐怖と、幸男を置き去りにした罪悪感と、それに幸男との別れの寂しさから、いつしか幸男に対する信子の記憶を封印してしまったのだろうと解釈し、次に会う機会があれば、信子に幸男は無事だったと伝えたいと思った。しかし、信子に会うこともないまま終戦を迎え、雛子は動員解除されて学校に戻った。
翌年の年明け、雛子は天王寺駅前の地下鉄出入り口から若い男性と仲良さそうに連れ立って出てきた信子を見かけた。しかし、百貨店の地下に下りるのも怖くて勇気がいると言っていたはずなのに、地下鉄出入り口から出てきたのに恐れる様子が微塵も感じられない信子に違和感を抱く。

### 第三章 財布とコロッケ - 昭和三十四年九月 -
1959年（昭和34年）9月のある日、アベノ食堂の調理師の榎本章一は、阪堺電車の中で20歳前後の目鼻立ちのはっきりした美人が姫松で降りる際、彼女のバッグから財布がこぼれ落ちるのを見て、お近づきになるチャンスと財布を拾おうとしたが、それより先に小学生にその財布を拾われてしまった。しかし、その小学生は財布をポケットにしまい、電車が北畠に到着するとそのまま降りてしまった。慌てて後を追おうとして降りた章一は、今降りた電車の番号が「177」だと目にしつつその小学生を探したが、何人もの小中学生が歩いている中、どの子なのか分からなくなっていた。
その夜、章一は阪堺電車の車掌で中学時代の同級生から、通学定期で住吉公園から北畠まで電車通学している小学生のことを聞き込む。そして翌朝、住吉公園駅のホームからその小学生と一緒に電車に乗り、北畠で降りたところを呼び止めて、名札で5年2組の池山典郎だということは分かったものの、逃げられてしまう。その夜、財布を落とした女性と偶然一緒の電車に乗り合わせた章一は、住吉で降りた彼女に声をかけて、池山典郎という小学生が財布を拾ってそのまま持ち逃げしてしまったことを説明し、取り返しに行こうと誘う。
2人とも休みの水曜に、彼女・寺内奈津子と待ち合わせて住吉公園駅で待ち合わせて典郎を捕まえたが、財布を返さなかった理由は、1年生のときに出て行った母親が持っていた財布と同じものだったからだと言う。章一は、正直に財布を返した褒美にコロッケをご馳走してやると、典郎を自分の店に誘う。しかし、章一には別の思惑があった。

### 第四章 二十五年目の再会 - 昭和四十五年五月 -
1970年（昭和45年）5月のある日、中崎信子は天王寺駅前で横断歩道の向こうから、自分より少しだけ若い中年の女に見られている、と思った。そして、すれ違いざまにその女は「もしかして北田信子さんやありませんか」と声をかける。女は上西、いえ井ノ口雛子ですと名乗る。戸惑う信子に、もう25年も前の終戦前に自分が運転していた電車に乗っていて空襲警報が鳴ったために一緒に逃げたのだと説明されて、信子はあのときの運転士かと、驚きとともにようやく思い出した。雛子は続けてあのときのことでずっと気になっていることがあって、何度も信子の顔を思い出していたのだと言い、話がしたいからと喫茶店に誘う。
雛子は、信子が住んでいた町で幸男が無事だったことを聞いたことや、終戦の翌年に信子を見かけたこと、地下鉄の出入り口から出てきたことに違和感を持ったことなどを話し、実は信子は防空壕が怖くて入れなかったのではなく、防空壕の中に顔を合わせたくない人がいたのではないかと尋ねる。それで信子は本当のことを話し始める。

### 第五章 宴の終わりは幽霊電車 - 平成三年五月 -
1991年（平成3年）5月のある日、キャバクラ嬢のアユミは客の顔を見てギクリとする。50歳前後の中背小太りのその男は、アユミの家族がバラバラになった原因を作った不動産屋の相澤だった。アユミの父親は、相澤のために経営していたクリーニング店と自宅を手放したうえ体を壊して入院中である。同僚のマキとナツキから、相澤は地上げで儲けている土地成金で、今は帝塚山で大きな仕事にとりかかっていること、現在の標的が帝塚山四丁目近くのたこ焼き屋だと聞くと、マキが近所で美味しいと評判で馴染みの店だと言い、みんなで行くことにする。
そして、3人で訪れたたこ焼き屋に、いかにもヤクザ風の強面2人連れがやってきてたこ焼きを注文して代金として1万円札を出すのを見たアユミは、定番の嫌がらせだと顔をしかめる。店主いわく、2人連れは不動産屋の手先で、地上げで近所の一角を買いに来ていて、残っているのはこの店だけで、2人連れが来るようになってから、怖がって客が来なくなったと言う。アユミは、今でも自分たちにしたことと同じようなことをしている相澤に憤慨し、何とかして相澤に仕返ししてやりたいと、マキとナツキに話す。マキも自分はああいう連中は好かないとアユミに味方し、知り合いの不動産コンサルタントに相談してもらえないかとナツキに頼む。ナツキは店に迷惑がかかるのを恐れて尻込みしていたが、マキに頼まれてようやく、事情は異なるが家族がバラバラに壊れてしまったことから、アユミのことも他人事ではないと応援することにする。
こうして、3人にたこ焼き屋の店主、そして不動産コンサルタントを交えた5人組による悪徳不動産屋撃退作戦が展開されることになる。

### 第六章 鉄チャンとパパラッチのポルカ - 平成二十四年七月 -
2012年（平成24年）7月のある日、住吉鳥居前のマンション前で、東京の大学生で鉄チャンの永野幸平は、貴重なモ161形の写真を撮ろうと待ち構えていたが、住吉大社の南側に路上駐車しているSUVが気に掛かっていた。一方、SUVの運転席で特ダネ写真を狙っているパパラッチの勝間田康昭も、幸平が商売敵ではないかと気にしていた。勝間田のターゲットは、豊中市のマンションに一人住まいの人気アナウンサーの山田彩華で、彼女が縁のないはずの住吉のマンションの301号室に昨夜入り込み、301号室が「長谷川真砂夫」という男名前であることから、男との密会写真を狙っていた。
ところが、その301号室のある3階の端からカメラを身構えて写真撮影しようとしている男を見つけた2人は、それぞれの思惑からその男が気になる。幸平は、高い位置から電車を俯瞰撮影しようとしているのか、しかし不法侵入ではないか、こういうことをする輩がいるから真っ当な鉄チャンまで白い目で見られるのだと憤慨する。一方、勝間田はこの第三の男こそ商売敵ではないかと警戒し、さらに幸平がマンションに向かったことから、勝間田は後先考えず自分もマンションに突入してしまう。
ところが、そこへ幸平の通報により現れた警察官により、勝間田は尋問を受ける羽目になる。そしてもう一人の男、谷山義郎も尋問を受け、撮影した写真を開示させられる。その写真を見た幸平は、谷山の真の狙いを看破する。

### エピローグ - 平成二十九年八月 -
2017年（平成29年）8月、車体がクレーンで持ち上げられて台車から分離されてトレーラーの荷台に降ろされた177号は、（これで、ええんや）とこの旅立ちに満足する。その脳裏に85年間の出来事が順に去来し、目を閉じる。しかし、周囲の賑やかさに再び目を開けた177号は、目の前がどう見ても街中のレストランで、一番近いテーブルでビールのグラスを掲げて乾杯の仕草をしている老人を見て、（ありゃ？ この爺さん、よう知っとるで…）と思った。老人は、かつてのアベノ食堂の調理師の榎本章一で、その傍には奈津子と典郎もいた。

## 主な登場人物
辻原和郎（つじはら かずお）
第一章（1933年）に登場する阪堺電車の車掌。
井ノ口（いのぐち）
第一章（1933年）に登場する阪堺電車のベテラン運転士。
井ノ口雛子（いのぐち ひなこ）
第二章（1945年）に登場する阪堺電車の運転士。第一章（1933年）に登場する井ノ口の娘。
第四章（1970年）では結婚して名字が「上西（うえにし）」に変わっている。また、第六章（2012年）では永野幸平の祖母として登場する。
エピローグ（2017年）で、2年前に死去したことが語られている。
北田信子（きただ のぶこ）
第二章（1945年）に登場する防空壕に入らない女。
第四章（1970年）では結婚して名字が「中崎（なかざき）」に変わっている。
榎本章一（えのもと しょういち）
第三章（1959年）に登場する、天王寺駅前ビル内の洋食レストラン「アベノ食堂」の調理師。生まれたての赤ん坊のときに、第一章（1933年）に登場する井ノ口が初運転した177号に乗り合わせた。
独立して姫松前に榎亭（えのきてい）を構え、エピローグ（2017年）で50周年記念会を催している。
寺内奈津子（てらうち なつこ）
第三章（1959年）に登場する財布を落とした女性。住吉の近くに住んでいて、姫松近くの洋菓子店に勤めている。
エピローグ（2017年）では、榎本章一の妻として登場する。
池山典郎（いけやま のりお）
第三章（1959年）に登場する、奈津子の財布を拾った小学5年生。住吉公園近くの自宅から北畠まで電車通学している。1年生のときに母親が出て行って以来、父親と二人暮らし。
第四章（1970年）では阪堺電車の車掌、第五章（1991年）では助役として登場する。
エピローグ（2017年）では10年前に助役で退職して、榎亭の常連客として登場する。
アユミ
第五章（1991年）に登場する23歳ぐらいのキャバクラ嬢。文の里のアパートに住んでいる。不動産屋の相澤を恨んでいる。
マキ
第五章（1991年）に登場するキャバクラ嬢。アユミよりも7歳ぐらい年上で、離婚歴があり、子供は元夫の元にいる。第四章（1970年）に登場する中崎信子（北田信子）の姪。
第六章（2012年）では、上西雛子（井ノ口雛子）が住む住吉鳥居前のマンションの住人（長谷川真砂未）として登場する。
ナツキ
第五章（1991年）に登場するキャバクラ嬢。父親が愛人を作って出て行ったため、家族がバラバラになった。
井部（いべ）
第五章（1991年）に登場する、帝塚山四丁目近くのたこ焼き屋の店主。相澤の差し金で地上げ屋に嫌がらせされている。
相澤惣太（あいざわ そうた）
第五章（1991年）に登場する京亜不動産の社長。「土地転がし」で大きな利益を得ている。
畑中仁志（はたなか ひとし）
第五章（1991年）に登場する、ナツキが以前勤めていた店で馴染みの不動産コンサルタント。
永野幸平（ながの こうへい）
第六章（2012年）に登場する鉄チャン。東京の大学に通っている。上西雛子（井ノ口雛子）の孫。
勝間田康昭（かつまだ やすあき）
第六章（2012年）に登場するパパラッチ。
山田彩華（やまだ あやか）
第六章（2012年）に登場する大阪旭テレビの人気アナウンサー。
谷山義郎（たにやま よしろう）
第六章（2012年）に登場する第三の謎の男。

## ラジオドラマ
NHK-FM「青春アドベンチャー」にて、2020年4月6日から4月10日までと4月13日から4月17日までに、全10回が放送された。
- 出演：徳井優、谷村美月、久保史緒里、マキタスポーツ、永沼伊久也、柊子、中山義紘、宮田圭子、田中孝史、野田晋市、杉森大祐、木内義一、竹下眞、榎田貴斗、松岡亜美、小松健悦、中村英哉、白井哲也、奥井隆一、小塚舞子、池田琴弥、飯干梗凪、吉田類、二宮輝生、中村凜太郎、酒井高陽、松原由希子、近田球丸、麻生えりか
- 原作：山本巧次
- 脚色：山本雄史
- 音楽：小林洋平